# L'arma perfecta (pel·lícula de 2016)
L'arma perfecta (títol original en anglès, The Perfect Weapon) és una pel·lícula d'acció estatunidenca de 2016 dirigida per Titus Paar i protagonitzada per Steven Seagal. S'ha doblat i subtitulat al català.
La pel·lícula va ser la primera estrenada per Firebrand i va ser finançada per Fyzz Facility i Boundless Pictures. El rodatge va acabar el novembre de 2015.
Dolph Lundgren anava a fer el paper principal, però va ser substituït per Johnny Messner.